# Guarantee
Guarantee è un singolo del gruppo musicale statunitense Black Eyed Peas, pubblicato il 6 ottobre 2023 come quarto estratto dal nono album in studio Elevation.

## Video musicale
Il video musicale del brano, diretto da Pasha Shapiro e Ernst Weber, è stato pubblicato il 20 settembre 2023 attraverso il canale YouTube del gruppo.

## Tracce
1. Guarantee (feat. J. Rey Soul) (Summer Mix) – 3:32